# شوخی

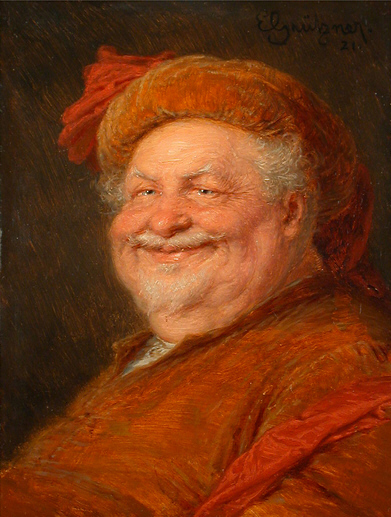
لبخند می‌تواند نشان‌دهنده واکنش به شوخی و مزاح باشد

شوخی یا مِزاح (از عربی) به تمایل اشخاص به ارائه تجربیات شخصی که موجب خنده و تفریح می‌گردد، می‌گویند. مردم در اکثر سنین مایل به انجام شوخی هستند و اکثریت آن‌ها پس از شنیدن شوخی، لبخند زده و خوش‌حال می‌شوند. نوع شوخی و مزاح بسته به موقعیت جغرافیایی، فرهنگ، سطح تحصیلات و هوش متفاوت است. برای مثال، کودکان با مسائل کم‌اهمیت‌تر مثل دیدن خیمه‌شب‌بازی یا دیدن کارتون خوش‌حال می‌شوند اما برای آن‌ها در سنین بالاتر دیگر خنده‌دار نیست.
به توانایی درک یا بیان جنبه‌های طنزآمیز موقعیت‌ها و مسائل، «شوخ‌طبعی» می‌گویند و به چنین اشخاصی «شوخ‌طبع».